# مقاطعة ناسو (نيويورك)
مقاطعة ناسو (بالإنجليزية: Nassau County)‏ هي إحدى المقاطعات في ولاية نيويورك في الولايات المتحدة الأمريكية.

## معرض صور

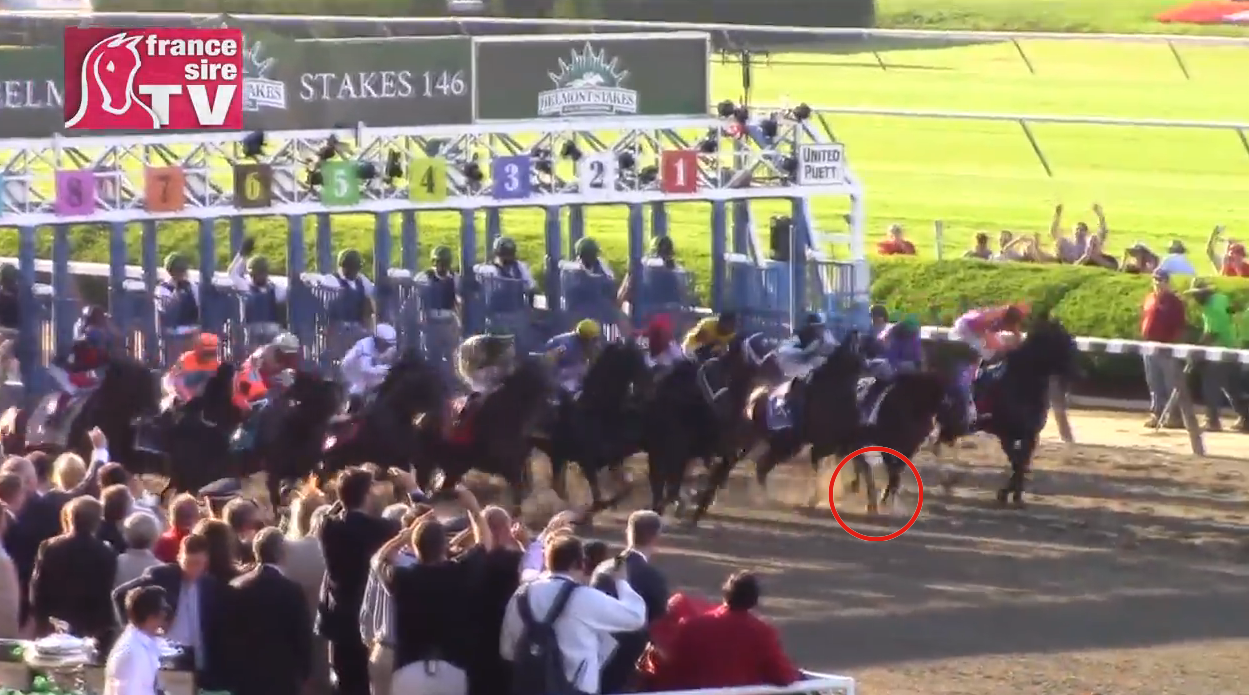
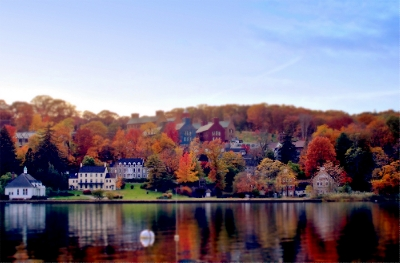
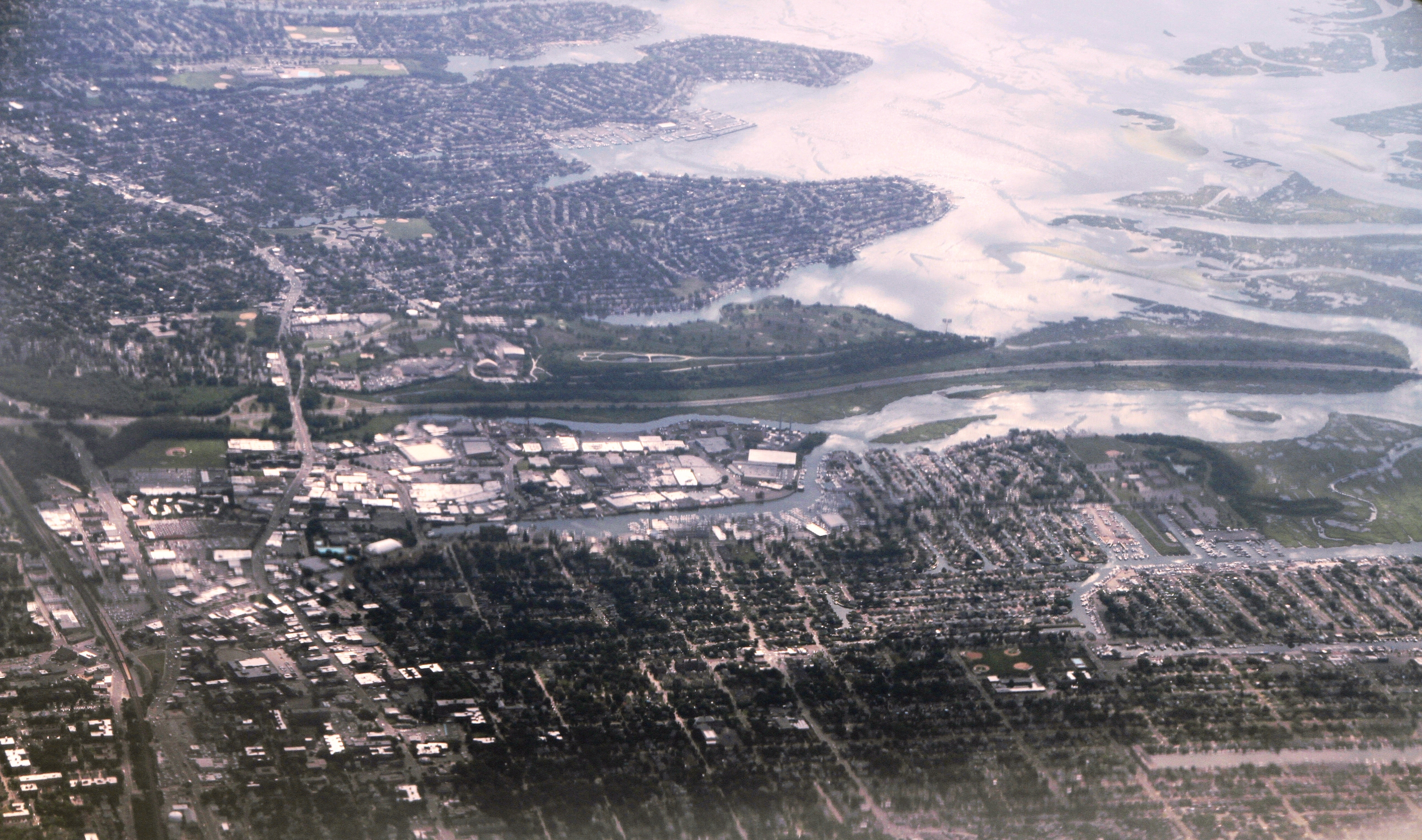
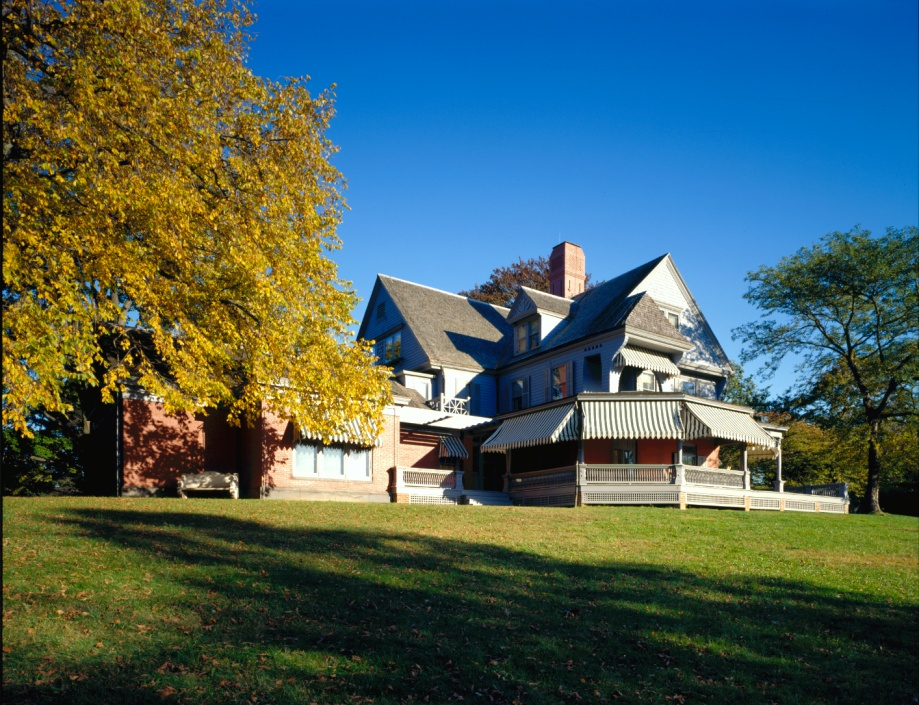

## أعلام
- ديفيد إم فريدمان
- تايلور داين
- تشيستر أوبراين
- جيمس جوزيف براون
- مانينغ لي ستوكس
- جود سيكوليلا
- إلياس هيكس
- جويل ريفكين
- كليف كومبتون
- جيريمياه وود